# Československá basketbalová liga žen 1968/1969
Československá basketbalová liga žen 1968/1969 byla nejvyšší ligovou basketbalovou soutěží žen v Československu. Počet družstev byl 10. Titul mistra Československa získal tým Sparta ČKD Praha, na druhém místě se umístil klub Lokomotiva Bratislava a na třetím Slavia VŠ Praha.
- Sparta ČKD Praha (trenér Zbyněk Kubín) v sezóně 1968/69 získala svůj 11. titul mistra Československa (z 23 celkem) a její hráčky patřily mezi opory reprezentačního družstva Československa.
- Vítězem ankety Basketbalista roku 1968 byla Milena Jindrová (Slavia VŠ Praha).
- „All Stars“ československé basketbalové ligy – nejlepší pětka hráčů basketbalové sezóny 1968/69: Helena Malotová-Jošková, Milena Jindrová, Hana Doušová-Jarošová, Eva Petrovičová, Pavla Gregorová-Holková.

Konečné pořadí ligy 

1. Sparta ČKD Praha (mistr Československa 1969) – 2. Lokomotíva Bratislava - 3. Slavia VŠ Praha – 4. Univerzita Brno – 5. Slovan Orbis Praha – 6. KPS Brno – 7. Jiskra Kyjov – 8. Slovan CHZJD Bratislava - 9. Lokomotíva Ústí nad Labem – další družstva sestup z 1. ligy: 10. TJ Gottwaldov

## Systém soutěže
- Všechna družstva hrála dvoukolově každý s každým (doma - venku).

| Poř. | Tým                       | Z  | V  | P  | Skóre     | Body |
| ---- | ------------------------- | -- | -- | -- | --------- | ---- |
| 1.   | Sparta ČKD Praha          | 26 | 22 | 4  | 1641:1321 | 48   |
| 2.   | Lokomotíva Bratislava     | 26 | 18 | 8  | 1639:1433 | 44   |
| 3.   | Slavia VŠ Praha           | 26 | 17 | 9  | 1651:1468 | 43   |
| 4.   | Slavia VŠ Brno            | 26 | 15 | 11 | 1591:1602 | 41   |
| 5.   | Slovan Orbis Praha        | 26 | 13 | 13 | 1734:1640 | 39   |
|      |                           |    |    |    |           |      |
| 6.   | KPS Brno                  | 26 | 17 | 9  | 1772:1603 | 43   |
| 7.   | Jiskra Kyjov              | 26 | 9  | 17 | 1525:1626 | 35   |
| 8.   | Slovan CHZJD Bratislava   | 26 | 8  | 18 | 1522:1698 | 34   |
| 9.   | Lokomotiva Ústí nad Labem | 26 | 7  | 19 | 1374:1656 | 33   |
| 10.  | TJ Gottwaldov             | 26 | 4  | 22 | 1503:1905 | 30   |

## Sestavy (hráčky, trenéři) 1967/1968, 1968/1969
- Spartak Praha Sokolovo: Marta Kreuzová-Melicharová, Sylva Richterová, Hana Doušová-Jarošová, Milena Vecková-Blahoutová, Marie Zahoříková-Soukupová, Pavla Gregorová-Holková, Urbanová, Hana Polívková, Eva Polívková, Rottová, Barochová-Martišová, Pavla Pavlíčková, Magda Jirásková-Houfková. Trenér Zbyněk Kubín
- Lokomotiva Bratislava: Helena Zvolenská, Valéria Tyrolová, Antonína Nováková-Záchvějová, Marta Tomašovičová, Nataša Lichnerová-Dekanová, Věra Kišová-Luptáková, Helena Strážovská-Verešová, Melišová, Tanušková, Lišková, Zídková-Jajtnerová. Medovarská, Adamcová-Gerhátová, Gregorovičová-Fischerová, Gabániová-Labudová. Trenér Ján Hluchý
- Slavia Praha ITVS: Milena Jindrová (Hacmacová), Alena Spejchalová, Ivana Mrázková-Kuchařová, Radka Matoulková-Brožková, Alena Dolejšová-Plechatová, Hrbková-Borovianská,Lehká, Navrátilová, Kupková, Dočekalová, Bublíková, Srkalová, Kubíková. Trenér Jan Karger
- Slovan Orbis Praha: Dagmar Hubálková, Věra Štechrová-Koťátková, Eva Krahulcová, Jaroslava Majerová-Ŕepková, Benešová-Havlíčková, Mareschová, Fialová, Řezníčková, Stejskalová, Brychcínová, Fryčová. Trenér Svatopluk Mrázek
- KPS Brno: Olga Přidalová (Kyzlinková-Mikulášková), Dana Tušilová-Rumlerová, Olga Bobrovská-Hrubá, Eva Mikulášková, Hana Opatřilová-Drastichová, Olejníčková, Reichlová, Grégrová, Synková, Novotná, Zahrádková, Kunešová. Trenér Jindřich Drásal
- Slavia VŠ Brno: Věra Horáková-Grubrová, Vrzalová, Kepáková, Robotková, Sekaninová, Kostihová, Kummerová, Hanáková, Enenklová, Kostivová, Dufková, Mudrychová, Slimáčková, Mikulcová. Trenér K. Mezera
- Jiskra Kyjov: Helena Malotová-Jošková, Ludmila Kuřilová-Navrátilová, Vlasta Pacíková, Marie Řiháková, Kovaříková, Jančová, Juráčková, Uryčová, Wotschková, Piková, Kostilová, Holéczová, Maradová. Trenér Ivan Kuřil
- Lokomotiva Ústí n/L: Lehečková, Ryšková, Koukalová, Hynková, Sedláková, Jana Šubrtová, Bartlová, Alena Holanová, Košová, Lánská, Logajdová, Petrů, Rysová, Schlagmanová, Strachová, Hana Slavíková, Vránová. Trenér Květoslav Soukup
- Slovan ÚNV Bratislava: Eva Petrovičová, Věra Zedníčková-Ryšavá, Dana Šmihulová-Hapalová, Dubovská, Halamičková, Piatková, Baštrnáková, J. Hatalová, D. Hatalová, Miklánková, Gališinová. Trenér E. Karpil
- BC Prievidza: Cagáňová, Páleníková-Krámová, Magdinová-Pauleová, Šemrincová, Kaliska, Weberová-Nováková, Lennerová, Hrotíková, Krčmářová, Hlásná, Harachová, Jančiarová, Mečiarová-Kriváňová, Šuníková. Trenér Štefan Košík

## Zajímavosti
- Mistrovství Evropy v basketbale žen 1968 se konalo v Itálii (Messina) v červenci 1968 za účasti 13 družstev. Mistrem Evropy byl Sovětský svaz, Jugoslávie na 2. místě , Polsko na 3. místě, Německá demokratická republika (NDR) na 4. místě. Československo na ME 1968 skončilo až na 9. místě a hrálo v sestavě: Milena Jindrová 110 bodů /8 zápasů, Helena Malotová-Jošková 78 /7, Marta Kreuzová-Melicharová 71 /6, Hana Jarošová 57 /7, Sylva Richterová 32 /7, Ivana Mrázková-Kuchařová 30 /8, Dana Tušilová-Rumlerová 30 /6, Marie Zahoříková-Soukupová 28 /4, Věra Štechrová-Koťátková 17 /6, Alena Spejchalová 12 /2, Olga Přidalová (Kyzlinková-Mikulášková) 10 /6, Elena Zvolenská 8 /4, celkem 483 bodů v 8 zápasech (6 vítězství, 2 porážky). Trenér: Miloslav Kříž, asistent Jan Karger
- V Poháru evropských mistrů v basketbalu žen byla Sparta ČKD Praha v sezóně 1968/69 vyřazena od Akademik Sofia nekonáním utkání kvůli politické situaci v Československu.